# Marullus
Marullus – prefekt Judei w latach 37–41.
Nowy cesarz Kaligula mianował Marullusa namiestnikiem Judei kilka dni po śmierci Tyberiusza. Zastąpił on na tym stanowisku Marcellusa, który dzierżył ten urząd tylko przez kilka miesięcy.
Za urzędowania Marullusa pojawił się pierwszy głęboki kryzys w relacjach Rzymian z mieszkańcami Judei. Z powodu zatargu między zamieszkałymi w Aleksandrii Żydami i Grekami, Kaligula nakazał ustawienie swego złotego posągu w Świątyni Jerozolimskiej. Aby osiągnąć ten cel, rozkazał nowo mianowanemu legatowi Syrii, Publiuszowi Petroniuszowi, by wkroczył z silną armią do Judei. Petroniusz widząc jednak gwałtowny opór Żydów, napisał list do cesarza, ostrzegając go że ten czyn niechybnie doprowadzi do wybuchu buntu. Rozwścieczony tym Kaligula nakazał mu w liście popełnić samobójstwo, ale jako że został zamordowany w niedługim czasie po napisaniu tego listu (24 stycznia 41), dotarł on do Petroniusza dopiero po liście z wiadomością o śmierci cesarza. Dzięki temu Petroniusz uniknął popełnienia samobójstwa i odrzucił na dobre pomysł wzniesienia posągu Kaliguli w Jerozolimie.
Marullus został odwołany w 41 przez cesarza Klaudiusza. Ten ostatni nie powołał po nim następcy, tylko zlikwidował prowincję Judeę i przekazał ją Herodowi Agryppie I. Marullus był ostatnim rzymskim namiestnikiem noszącym tytuł prefekta (praefectus) Judei. Kolejni rzymscy zarządcy tej prowincji, począwszy od 44, nosili już tytuł prokuratora. 
Marullus za swojego urzędowania nie wybijał żadnych monet.